# 마크 맨시나
마크 맨치나(Mark Mancina, 이탈리아어: 만치나, 1957년 ~ )는 미국의 작곡가이다.

## 삶
1957년 3월 9일 캘리포니아 산타 모니카에서 태어났다. 클래식 기타를 공부했다.
취미로 기타와 희귀한 악기를 수집한다. 비틀즈에게 큰 영향을 받았다고 알려져있으며, 비틀즈의 초기 음악을 선호한다고 한다.

## 작업
디즈니 애니메이션이자 뮤지컬인 라이온킹에 나오는 다수의 곡을 편곡하였다. 필 콜린스와 함께 타잔의 음악을 썼다.
일본 아니메 BLOOD+의 영화를 작곡하기도 했다.
할리우드 블록버스터 액션영화 스피드와 배드 보이즈의 영화음악을 담당했다.
최근에는 어거스트 러쉬의 음악을 담당했다.